# Anselmo Govi
Anselmo Govi (Reggio Emilia, 1893 – 1953) è stato un pittore e decoratore italiano, esponente dello stile tardo Liberty italiano o Art Nouveau.

## Biografia
Protagonista attivo della vita culturale e sociale reggiana degli anni venti e trenta fu anche direttore dell'Istituto d'Arte Gaetano Chierici e presidente della Cooperativa dei Pittori e Decoratori di Reggio Emilia. Ad Anselmo Govi la città di Reggio Emilia ha dedicato una via. Govi è la versione italianizzata del cognome medievale francese Le Govic - Le Goff e Govier. La famiglia Govi dalla quale Anselmo discende, è presente da generazioni nel territorio franco provenzale, piemontese ed emiliano (territori un tempo appartenenti alla Gallia) - area nella quale si trovano numerosi cognomi di origine gallo romanica. Anselmo Govi è lo zio materno dello scultore Giacomo Benevelli.
L'abilità stilistica e la finezza espressiva di questo pittore si possono apprezzare nella sua maggiore opera, la cupola del Teatro Ariosto. L'affresco realizzato nel 1927 in stile tardo Liberty, rappresenta scene dell'Orlando Furioso. Nella fascia sottostante la cupola, il pittore reggiano rese omaggio al suo illustre concittadino, Ludovico Ariosto, decorando il cornicione con i primi versi del poema ariostesco. Sempre degli anni venti sono gli affreschi che decorano Palazzo Ancini (Reggio Emilia) oggi sede di uffici comunali della città emiliana. Di particolare interesse sono i soffitti e lo scalone principale del palazzo cinquecentesco, decorato da Govi con un'elaborata raffigurazione allegorica della Carità. Ad Anselmo Govi si devono anche gli affreschi e il mosaico che adornano la facciata del Cimitero Suburbano di Reggio. Il cimitero fu edificato nel 1808 su progetto di Domenico Marchelli (1764-1832). La facciata (1932-35) si deve all'architetto Prospero Sorgato con i citati interventi pittorici di Govi.

Altri dipinti di Anselmo Govi si trovano nell'antica Rocca Estense oggi sede del Museo dell'Agricoltura a San Martino in Rio. Del 1935 sono gli affreschi d'ispirazione veneta rappresentanti Cristo e dodici angeli al di sopra del presbiterio del Santuario della Beata Vergine dell'Olmo a Montecchio Emilia. Nel 1937 realizzò gli affreschi delle volte della navata e dell'abside della chiesa di San Pietro apostolo di Carignano (Parma), raffiguranti episodi della vita di San Pietro. Tele di Anselmo Govi sono permanentemente esposte nelle sale di Palazzo Vezzani-Pratonieri, (XVI secolo) in via San Carlo a Reggio Emilia; all'interno della Chiesa di San Pietro (Reggio Emilia) il grande dipinto del catino absidale, rappresentante il primato di Pietro, è opera sua. Nel 1980 i Musei Civici di Reggio Emilia organizzano un'importante mostra antologica dedicata al pittore reggiano in occasione della quale viene pubblicato un volume dal titolo Anselmo Govi: Pittore - Decoratore curato da G. Berti, T. Storchi, N. Squarza (edizioni Musei Civici, Reggio Emilia, 1980)
| Controllo di autorità | VIAF (EN) 43049579 · ISNI (EN) 0000 0000 1916 716X · GND (DE) 134206185 |